# Козельное
Козельное (укр. Козельне) — село, Козельненский сельский совет, Недригайловский район,
Сумская область, Украина.
Код КОАТУУ — 5923582901. Население по переписи 2001 года составляло 569 человек.
Является административным центром Козельненского сельского совета, в который, кроме того, входят сёла
Гаврики,
Хорол,
Кинашово,
Саево,
Тимченки и
Черцы.

## Географическое положение
Село Козельное находится в 1,5 км от левого берега реки Ольшанка.
На расстоянии в 1,5 км расположены сёла Тимченки, Кинашово, Хорол и Саево.
По селу протекает пересыхающий ручей с запрудой.

## История
- Село Козельное известно с 1778 года.

## Экономика
- Молочно-товарная и свинотоварная фермы.
- Агрофирма «Фрунзе», ООО.

## Объекты социальной сферы
- Дом культуры.

## Известные уроженцы
- Денисенко, Михаил Иванович (1899—1949) — советский военный деятель, генерал-майор, Герой Советского Союза.